# تاین دالی
تاین دالی (انگلیسی: Tyne Daly؛ زادهٔ ۲۱ فوریهٔ ۱۹۴۶) یک هنرپیشه و قاضی اهل ایالات متحده آمریکا است. وی از سال ۱۹۶۸ میلادی تاکنون مشغول فعالیت بوده‌است. از جلمه فیلم‌های او می‌توان به سلام، اسم من دوریس است، قاضی امی و بلوز باسماتی اشاره کرد.